# Giovanni D’Orlandi
Giovanni D’Orlandi (* 1. Oktober 1917 in Alexandria; † 25. September 1973 in Athen) war ein italienischer Diplomat.

## Leben
Er war ein erfahrener Botschafter, der in enger Abstimmung mit Amintore Fanfani arbeitete, ein leidenschaftlicher Katholik, der zeitweise an der Johns Hopkins University in Baltimore lehrte.

## Diplomatische Karriere
1939 schloss ein Studium der Rechtswissenschaft an der Universität La Sapienza ab.
1940 trat er in den auswärtigen Dienst, wurde er von den Briten gefangen genommen, als er sich auf einem Handelsschiff befand, das abgefangen wurde und war bis 1946 in Indien interniert.
Nach dem Krieg kehrte er nach Italien zurück, wo er ab 1948 im Außenministerium tätig war.
1950 war er Vizekonsul bei Agen in Frankreich und wurde dann in die Ständige Vertretung bei der Organisation für wirtschaftliche Zusammenarbeit und Entwicklung versetzt, wo bis 1957 den Vorsitz im Coordinating Committee on Multilateral Export Controls hatte.
1958 war er Bürovorsteher des Ministers für staatseigene Betriebe und Anteile.
Von 1959 bis 1962 leitete er die Abteilung Südostasien.
Er wurde zum Botschafter in Vietnam, Kambodscha und Laos ernannt.
Am 17. Juli 1962 kam er in Saigon an, wo wer bis 4. April 1967 Botschafter und nach drei Jahren Doyen des diplomatischen Corps war. Sein Gesandtschaftssekretär erster Klasse war Mario Sica, den er als Studenten an der Johns Hopkins University in Baltimore kennen gelernt hatte. In Saigon verkehrte er in katholischen Kreisen zu diesen gehörte Mario Acquistapace. D’Orlandi bewunderte die Arbeit von Salvatore Asta der vom 13. Oktober 1962 bis 23. März 1964 von Johannes XXIII zum Titularerzbischof von Aureliopolis in Lydia und zum Apostolischen Delegaten in Indochina ernannt worden war, der gegen die Gleichsetzung der vietnamesischen Kirche mit dem Regime des katholischen Ngô Đình Diệm war. Der Heilige Stuhl hatte Salvatore Asta ein Mandat erteilt, die sogenannte Diem-Lösung ohne Madame Nhu zu bevorzugen, mit der erwarteten Entfernung von Ngô Đình Nhu aus dessen inoffizieller Machtposition, wie dies auch im DepTel 243 als Position der Kabinett Kennedy beschrieben wird. Auch Paul VI. hatte konkrete politische Vorstellungen für Vietnam, welche er auch in den Friedensaufrufen an die beteiligten Parteien kundtat. D’Orlandi wird als leidenschaftlicher Katholik der in guter Abstimmung mit dem Amintore Fanfani arbeitete beschrieben.
Das Tagebuch von D’Orlandi wurde posthum zu diesen Ereignissen veröffentlicht. In seiner Darstellung geht er detailliert auf Konzepte ein, wie mit der Regierung des Katholiken Ngô Đình Diệm im Sinne des Antikommunismus umzugehen gedacht wurde.
Praktisch war er die überwiegende Zeit Vertreter beim Regime von Dương Văn Minh akkreditiert das Diem im Auftrag des Kabinett Kennedy gestürzt hat und als offizielle Version den Katholiken Diem in der Kathedrale von Saigon Selbstmord begehen ließ. US-Botschafter Henry Cabot Lodge der den Sturz Ngô Đình Diệm auftragsgemäß in Szene setzte, schätzte an Giovanni D’Orlandi dessen Professionalität.

## Operation Marigold
Bis 14. Dezember 1966 vermittelte er zwischen dem polnischen Diplomaten Janusz Lewandowski, einem Mitglied der Internationalen Kontrollkommission und Henry Cabot Lodge junior die Operation Marigold. Bei dieser wörtlich Operation Ringelblume sollte der US-Botschafter in Polen John A. Gronouski mit dem vietnamesischen Botschafter in Prag Phần Vào Sự Lösungen für den bewaffneten Konflikt in Warschau finden. Etwa eineinhalb Jahre, vor dem Mai 1968 dem Beginn der Verhandlungen, welche zum Vertrag von Paris (1973) führten. Der Vietnamkrieg, oder zumindest die massive direkte militärische Beteiligung der USA, wäre früher beendet worden, die Zahl der GIs die während des Krieges umkamen, wäre bei 6.250 geblieben und nicht auf über 58.000 gestiegen, bei entsprechenden empfindlichen Einbußen für den Militärisch-industriellen Komplex. Eine Unterbrechung des Teppichbombardement auf Hanoi während der Zeit, in der Lewandowskis Mission Ende November dort war, im Rahmen einer 37-tägigen Waffenruhe der US-Streitkräfte werden als Guter Wille des Kabinett Lyndon B. Johnson interpretiert.
Von Januar 1967 bis Januar 1968 traf er sich in Prag mit dem Nordvietnamesischen Botschafter in Prag Phan Van Su.
Am 4. April 1967 kehrte er aus gesundheitlichen Gründen nach Rom zurück und wurde Generalinspektor des Außenministeriums.

## Italienischer Botschafter bei den Obristen in Athen
Ab November 1968 war er Botschafter in Athen zur Zeit der Griechischen Militärdiktatur, er verstarb im Amt an einer Blutkrankheit, die er sich während seiner Internierung in Indien zugezogen hatte und sich durch seinen Aufenthalts in Saigon verschlechtert hatte.

## Werk
- Diario vietnamita 1962–1968 [Vietnamese Journal 1962–1968], Edizione Trentagiorni Società Cooperativa, Rome, 2006, pp. 976., 2006.